# Віндіцій
Віндіцій (лат. Vindicius) — давньоримський раб, котрий згідно з традицією, розкрив змову Тарквінія у 509 році до н.е.

## Біографічні відомості
Згідно з Плутархом Віндіцій був римським бранцем з міста Ценіна. У Римі його було навернуто у рабство. Станом на 509 р. до н.е. він слугував виночерпієм однієї з патриціанських родин, у домі якої дізнався про змову Тарквінія, спрямованої на відновлення монархії у Римі. Багато античних істориків акцентують увагу на персоналії Віндіція в контексті повалення Римської монархії, зокрема Плутарх, Діонісій Галікарнаський та Тіт Лівій. Біографічні відомості у їх роботах різняться. Незмінним залишається факт того, що Віндіцій у будинку своїх господарів підслухав розмову стосовно змови та передав інформацію щодо її організації республіканцям. 
Після покарання змовників Віндіцію було даровано свободу, громадянство та грошову винагороду. Подальша його доля не відома.

## Відмінності у роботах античних авторів

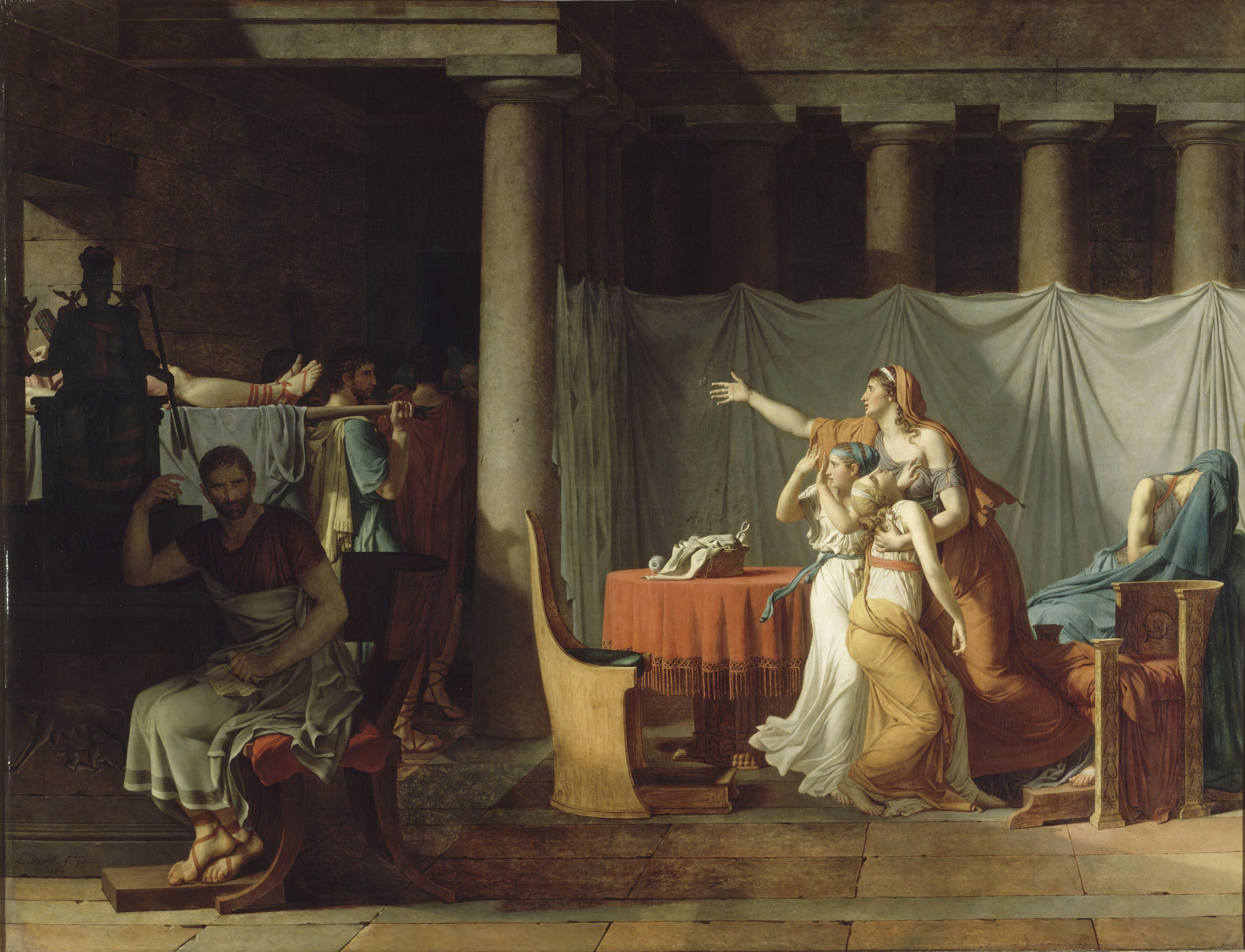
Ліктори приносять Бруту мертвих синів, котрі були членами змови Тарквінія, Жак-Луї Давід.

Античні автори в унісон погоджуються з ключовою роллю Віндіція у контексті викриття змови Тарквінія. Однак її висвітлення різниться в окремих деталях. 
Однією з ключових розбіжностей є факт того, кому довірив свої спостереження Віндіцій. За словами Лівія, це було повідомлено консулам Луцію Юнію Бруту та Публію Валерію Публіколі. Натомість Діонісій і Плутарх пишуть про те, що Віндіцій довірився лише Публію Валерію Публіколі ще до його вступу на посаду консула-суффекта внаслідок добровільного вигнання Коллатіна. Також, згідно з Плутархом, наляканий одкровенням, Публікола зачинив раба у своєму домі під наглядом дружини й наказав випустити його, коли було необхідно давати показання проти змовників на народних зборах.
Різниться також інформація щодо господарів Віндіція. Лівій повідомляє про те, що він був рабом Вітелліїв. Натомість Діонісій та Плутарх кажуть про те, що його господарями були Аквілії.
Діонісій та Лівій теж зазначають про те, що Віндіцій задовго до зустрічі змовників здогадувався про їхні наміри й очікував нагоди спіймати їх на гарячому. У свою чергу Плутарх стверджує, що присутність Віндіція у кімнаті, де обговорювалася змова, була випадковою.

## Перший вільновідпущеник

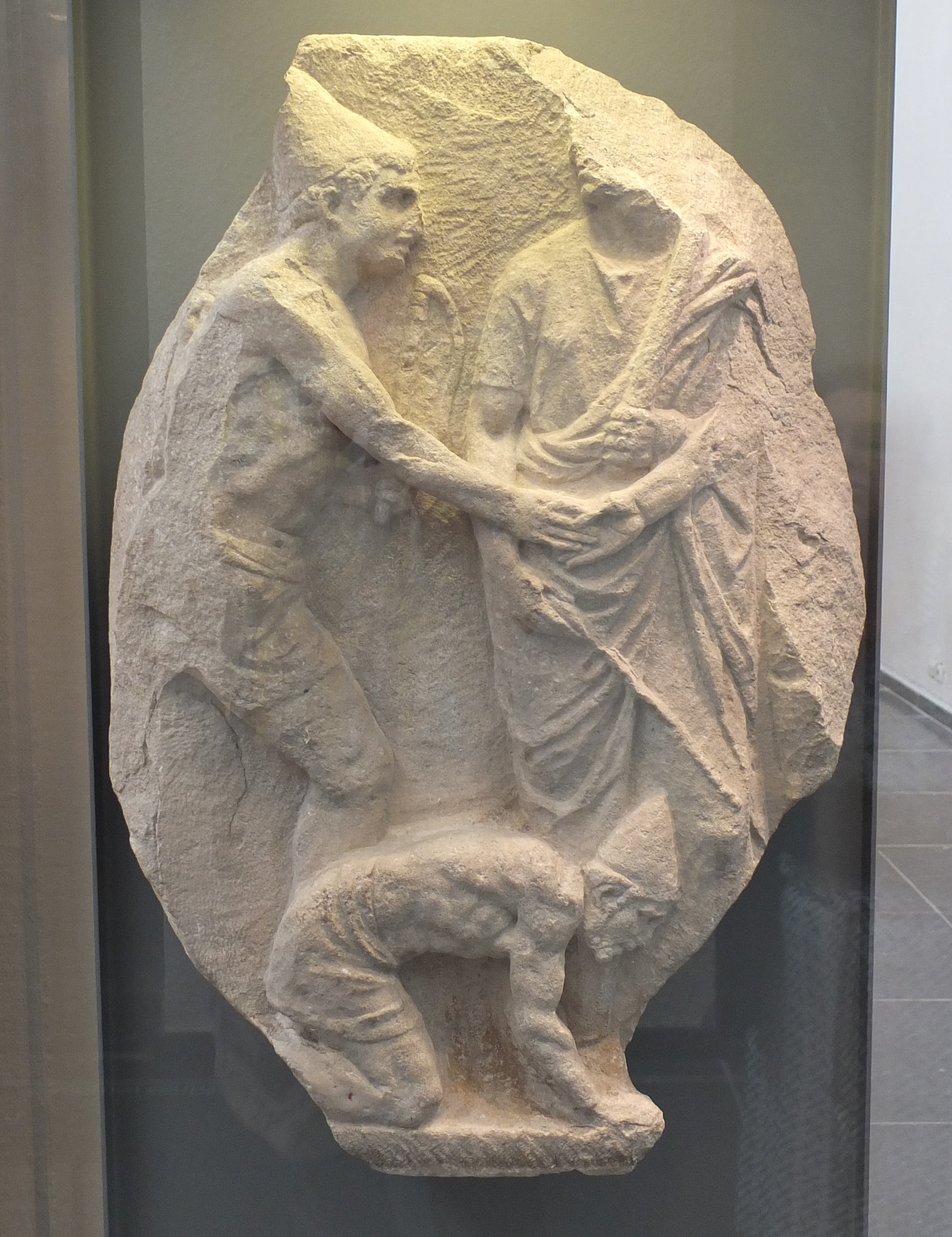
Рельєф із зображенням звільнення двох рабів (І століття до Р.Х., Musée royal de Mariemont, Бельгія).

Лівій повідомляє, що Віндіцій був першим вільновідпущеником у Римі, та що його ім'я є етимологічним коронем слова «віндикта» (лат. vindicta):

Після покарання винних, щоб з обох сторін був благородний приклад у відсіченні злочинів, доповівшому була дарована винагорода: гроші зі скарбниці, надання свободи та громадянства. Кажуть, що він був першим звільненим від рабства віндиктою, а декотрі й саме йменування це виводять звідси, оскільки раба кликали Віндіцієм. З тих пір прийнято, аби звільнені таким чином вважалися прийнятими до стану громадян.
Оригінальний текст (лат.)
Secundum poenam nocentium, ut in utramque partem arcendis sceleribus exemplum nobile esset, praemium indici pecunia ex aerario, libertas et ciuitas data. Ille primum dicitur uindicta liberatus; quidam uindictae quoque nomen tractum ab illo putant; Vindicio ipsi nomen fuisse. Post illum obseruatum ut qui ita liberati essent in ciuitatem accepti uiderentur.

У сучасній історіографії панує дискусія навколо виведення manumissio vindicta, про яку зазначає Лівій, від першого року Республіки. Загальноприйнятим є підхід до того, що цей уривок слугує своєрідним поясненням того факту, що за римським правом, на відміну від інших стародавніх правових систем, звільнення з рабства призводило до набуття громадянства, однак не до набуття певного нижчого соціально-правового статусу. Відсутність у XII Таблицях відповідної процедури також говорить на користь того, що це більш пізній винахід римської правової системи. Водночас чимало істориків звертають увагу на фігурування в таблицях manumisio censu, наголошуючи на тому, що це може бути певним доказом існування інших форм звільнення рабів у Стародавньому Римі, зокрема manumissio vindicta.